# Trieńkasy
Trieńkasy (ros. Тренькасы) – wieś (dieriewnia) w Rosji, w Czuwaszji, w rejonie czeboksarskim. W 2010 liczyła 116 mieszkańców.